# Il Porcone
Il Porcone (titolo originale: Gros Dégueulasse) è una serie umoristica a fumetti scritta e disegnata dal fumettista francese Jean-Marc Reiser. 

## Descrizione
Il personaggio principale, chiamato solamente con l'appellativo "Il Porcone" (che dà il titolo anche alla saga), è un over 40 tarchiato e puzzolente, con la barba lunga e sporca, vestito solamente con un paio di mutande macchiate di giallo sul davanti e di marrone dietro, e con un testicolo sempre di fuori.
Durante le storie il personaggio interagisce con le persone "normali", le quali forse, in fondo, sono disgustose quanto lui. Al di là dell'umorismo cattivo e della provocazione, Reiser porta a riflettere sulla solitudine e sull'ipocrisia della società contemporanea.
Nel 1985 Bruno Zincone ha prodotto e diretto Gros Dégueulasse un film live action ispirato al fumetto, con Maurice Risch nella parte del protagonista.
In Italia, le storie del Porcone sono state pubblicate sulla rivista Linus e raccolte in volume da Milano Libri.

## Edizioni
- Jean-Marc Reiser, Il Porcone, Milano, Milano Libri Edizioni, 1986.